# Nedlitz (Gommern)
Nedlitz (mit dem postalischen Zusatz „bei Burg (bei Magdeburg)“) ist ein Ortsteil der gleichnamigen Ortschaft der Stadt Gommern im Jerichower Land in Sachsen-Anhalt, Deutschland.

## Geografie
Nedlitz befindet sich sechs Kilometer nördlich von Gommern entfernt. Durch den Ort verläuft die Bundesstraße 246, über die man in westlicher Richtung nach 13 Kilometern die Landeshauptstadt Magdeburg erreicht. Der nächste Bahnhof liegt 1,5 Kilometer nördlich an der Strecke Biederitz–Altengrabow, auf der Magdeburg ohne Umsteigen erreichbar war. Nedlitz liegt an der Grenze zwischen der Magdeburger Elbaue und dem Westfläming auf 62 Metern über NHN und ist von landwirtschaftlichen Flächen umgeben, die für diese Gegend einen überdurchschnittlichen Ertragswert aufweisen. Die höchste Erhebung in der Umgebung ist der nahe Nedlitz gelegene Kienberg mit 70,3 Metern.
Naturräumlich gehört der Ort zum Zerbster Land, einer ackergeprägten offenen Kulturlandschaft und 536 km² großen Haupteinheit der übergeordneten Haupteinheitengruppe des Fläming im norddeutschen Tiefland. Das Zerbster Land bildet die Südwestabdachung des Flämings zur Elbe und gehört zum Einzugsgebiet dieses Flusses.

## Geschichte
Im Zusammenhang mit der Übereignung an das Magdeburger Erzstift wurde zwischen 961 und 965 erstmals ein Ort namens Nedialesci (später mit der Schreibweise Neddelice) erwähnt, der mit großer Wahrscheinlichkeit mit dem heutigen Nedlitz identisch ist. Der Name ist slawischen Ursprungs, doch war der Ort schon im 12. Jahrhundert von deutschen Siedlern bewohnt, denn bereits 1150 wurde mit dem Bau einer Kirche, deren wehrhafter Turm Schutz vor möglichen Angriffen bieten sollte, begonnen.
Nedlitz lag an der alten Heerstraße Brandenburg–Magdeburg. Im Mittelalter entwickelte sich ein Rittergut, das lange Zeit im Besitz der Adelsfamilie von Lindow aus Möckern war. Nach deren Aussterben zog das Erzstift das Gut ein und verlieh es an verschiedene Familien, ehe es 1755 zum Familiengut des preußischen Königshauses wurde. Während des Dreißigjährigen Krieges war Nedlitz zeitweilig von schwedischen Soldaten besetzt, die unter anderem die Kirche als Pferdestall benutzten. 1642 wurde der Ort vollständig zerstört.

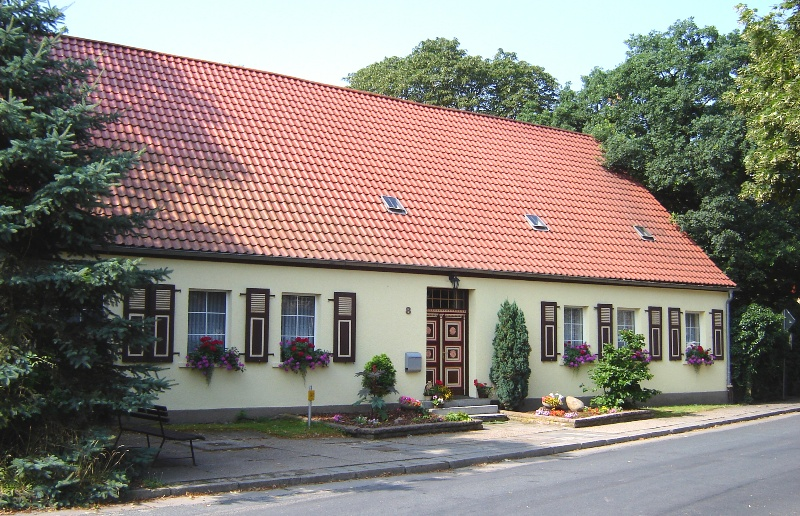
Pfarrhaus (2007)

 Dank seiner günstigen Lage an der Poststraße von Magdeburg nach Brandenburg konnte sich Nedlitz von den Kriegsschäden schnell erholen, um 1660 waren die meisten Zerstörungen behoben. Aus dieser Zeit stammt auch das bis heute kaum veränderte Nedlitzer Pfarrhaus. Im Jahre 1680 kam das Gut in den Besitz derer von Pfuel. Im Jahre 1684 wurde die Poststraße als verbindliche Route vorgeschrieben und in Nedlitz eine Zollstation eingerichtet. Zunächst lebten die Einwohner vorwiegend von der Landwirtschaft. Auf Befehl von Friedrich dem Großen wurden zwischen 1760 und 1780 Maulbeerbäume angepflanzt, um sie zur Seidenraupenzucht zu nutzen. Anfang des 19. Jahrhunderts richtete das Gut eine Branntweinbrennerei ein.
Durch die preußische Verwaltungsreform von 1815 kam Nedlitz zum Kreis Jerichow I mit der Kreisstadt Loburg, später Burg. Im Jahre 1840 lebten 324 Menschen im Ort. Die Eröffnung der Eisenbahnstrecke Magdeburg – Loburg 1892, die ohnehin etwas abseits des Ortes verläuft, hatte kaum Auswirkungen, Nedlitz blieb weiter rein landwirtschaftlich geprägt. Dank der guten Bodenverhältnisse kamen die Bauern zu einem gewissen Wohlstand, der sich in der Errichtung großzügiger Höfe, meist aus Ziegeln und mit Rundbogentoren, äußerte.
Am 30. September 1928 wurde der Gutsbezirk Nedlitz mit der Landgemeinde Nedlitz vereinigt.
Infolge der nach dem Zweiten Weltkrieg von der DDR vorgenommenen Gebietsreform kam Nedlitz 1952 in den Kreis Burg. Durch den Zuzug von Flüchtlingen aus den verlorenen deutschen Ostgebieten hatte sich die Einwohnerzahl gegenüber der Vorkriegszeit um über 50 Prozent erhöht und lag nun bei 890. Das Rittergut war bereits 1945 durch die Bodenreform enteignet und auf 15 Neubauern aufgeteilt worden, sodass mit den alteingesessenen Höfen insgesamt 23 bäuerliche Betriebe wirtschafteten. Die meisten von ihnen wurden 1953 in eine LPG überführt, die 1960 in der Groß-LPG Woltersdorf aufging. In Nedlitz spezialisierte man sich auf Milchviehwirtschaft sowie Getreide- und Futteranbau. 1968 war die Zahl der Einwohner auf 730 zurückgegangen.
Im Zuge der erneuten Gebietsreform nach der deutschen Wiedervereinigung wurde Nedlitz in den Landkreis Jerichower Land mit der Kreisstadt Burg eingegliedert. Bewirtschafter der landwirtschaftlichen Flächen wurde die Agrargenossenschaft Königsborn mit Sitz im benachbarten Büden. Zum 1. Januar 2005 wurde Nedlitz in die Stadt Gommern eingemeindet.

## Politik

### Ortschaftsrat
Als Ortschaft der Stadt Gommern übernimmt ein so genannter Ortschaftsrat die Wahrnehmung der speziellen Interessen des Ortes innerhalb bzw. gegenüber den Stadtgremien. Er wird aus neun Mitgliedern gebildet.

### Bürgermeister
Als weiteres ortsgebundenes Organ fungiert der Ortsbürgermeister, dieses Amt wird zur Zeit (Stand 2023) von Christine Becker wahrgenommen.

### Wappen
| | Blasonierung: „Geteilt von Rot über Silber; oben ein silbernes Sensenblatt, unten ein rotes achtspeichiges Rad.“ |
| Wappenbegründung: Die Farben des Ortes sind Rot - Weiß (Silber). Mit der Wahl der Wappenfarben wird auf die einstige Zugehörigkeit des Ortes zum Erzbistum Magdeburg verwiesen. Das Sensenblatt weist darauf hin, dass die Landwirtschaft im Territorium stets eine große Bedeutung hatte und hat. Unter anderem hatte das Dorf einen großen Gutsbetrieb. Das Wagenrad steht für ein Zollgeleit, das mit dem Postwechsel verbunden war, welches im 18. Jahrhundert in Nedlitz bestand. Der Ort lag damals an der wichtigen Fernverbindungsstraße von Magdeburg nach Berlin. Das Wappen wurde am 11. September 1992 durch das Ministerium des Innern genehmigt. | |

## Sehenswürdigkeiten

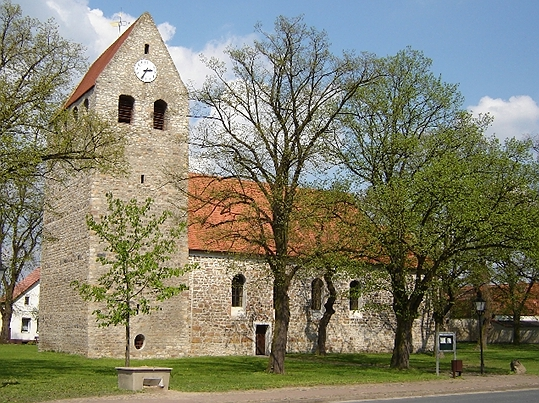
Südansicht der Kirche in Nedlitz (2006)

In Nedlitz befindet sich die im 12. Jahrhundert entstandene romanische Sankt-Nicolaus-Kirche der evangelischen Kirchgemeinde. Von 1720 bis 1836 wurden in einer Gruft unter dem Kirchturm sieben Leichen beigesetzt, die sämtlichst mumifiziert sind. Die zwei besterhaltenen davon wurden restauriert und sind seit dem 28. April 2013 der Öffentlichkeit zur Besichtigung zugänglich.
Organisiert durch den 1997 gegründeten Förderverein „St. Nikolaus-Kirche Nedlitz“ erstrahlt das romanische Kleinod wieder im alten Glanz.